# Melaleuca deanei
Melaleuca deanei är en myrtenväxtart som beskrevs av Ferdinand von Mueller. Melaleuca deanei ingår i släktet Melaleuca och familjen myrtenväxter. Inga underarter finns listade i Catalogue of Life.